# Henri Agasse
Henri Agasse, né le 14 avril 1752 à Paris et mort le 1er mai 1813 à Paris, est un libraire-éditeur français, associé à Charles-Joseph Panckoucke.

## Biographie
Fils de Guillaume Agasse, seigneur de Maurevert et Cresne, commis de la Maison du roi et à la Chambre aux deniers, et chevalier de Maurevert, Conseiller secrétaire de la Maison et Couronne de France, Henri Agasse est lui-même officier aux Gobelets de la Maison du Roi et bourgeois de Paris.
Ayant épousé, en 1787, Antoinette Pauline Panckoucke, fille de l'éditeur Charles-Joseph Panckoucke, ce dernier l’associe au développement de la maison d'édition familiale, dont les affaires de la librairie lilloise dirigée par Placide-Joseph Panckoucke depuis son départ pour Paris, en 1762, avant de la lui céder et de se retirer, en 1794.
Agasse devient propriétaire de l’Encyclopédie méthodique et du Moniteur universel de son beau-père Panckoucke.
Leur maison d'édition est située à Paris (1790-1813) rue Pavée, no 12 et rue des Poitevins (no 13 ; no 18 ; no 6).
Sur le plan politique, il est membre de la première assemblée électorale de Paris, réunie à partir d'octobre 1790 et il est breveté imprimeur le 1er avril 1811.
Il est inhumé au cimetière du Père-Lachaise (17e division). À sa mort, sa veuve est brevetée imprimeur en sa succession le 11 mai 1813.

## Succession
Son neveu Henry Agasse de Cresne fut notaire de 1810 à 1837 et actionnaire de la Banque de France. Il fut aussi associé dans la reprise de la maison Panckoucke à compter de 1847 et il résidait dans un château aux environs de Melun. Sa fortune est, à sa mort, évaluée à plus de 3,5 millions.